# Christina Sawaya
Christina Sawaya (Bourj Hammoud, 16 de agosto de 1980) é uma modelo libanesa e Miss Líbano que venceu o concurso de Miss Internacional 2002.

## Participação em concursos de beleza
Christina participou de diversos concursos de beleza e em 2001 venceu o Miss Líbano, o que lhe deu o direito de ir ao Miss Mundo, Miss Universo e Miss Internacional. No primeiro, em 2001, ela não conseguiu classificação. Já em 2002 ela desistiu de participar do Miss Universo, mas foi ao Japão concorrer com outras 46 candidatas no Miss Internacional, que ela venceu em 30 de setembro de 2002. 

## Vida após o Miss Internacional
Em sua conta no Instagram, ela se descreve como cantora, apresentadora de TV, designer de moda, empresária e atriz, tendo feito alguns filmes.
Christina se casou em novembro de 2003 com Tony Baroud e se divorciou anos depois.
O casal teve dois filhos.